# Thaumatoneura
Thaumatoneura is een geslacht van libellen (Odonata) uit de familie van de Megapodagrionidae (Vlakvleugeljuffers).

## Soorten
Thaumatoneura omvat 1 soort:
- Thaumatoneura inopinata McLachlan, 1897